# Pterogymnus laniarius
Pterogymnus laniarius, conocido vulgarmente en Sudáfrica como panga, es  un pequeño pez que vive en el océano, nativo del suroeste del Océano Atlántico y del suroeste del Océano Índico. Es un pescado blanco. Sus escamas son normalmente de color rosa, con un torso blanco y rayas verdes y azules extendidas lateralmente a lo largo de sus lados.
Durante el transcurso de su vida, una panga sufrirá cambios de sexo periódicos, siendo hasta el 30% de la población hermafrodita a la vez. A pesar de la presencia de órganos sexuales de ambos sexos, se cree que es poco probable que ambos estén activos al mismo tiempo. Las pangas tardan en alcanzar la madurez sexual, con un tiempo de duplicación de la población de entre 4,5 y 14 años.
En España, Holanda y Polonia el nombre panga también puede referirse a Pangasius hypophthalmus, mientras que en Indonesia se refiere a Megalaspis cordyla y en Kenia a Trichiurus lepturus.